# 西山悠太朗
西山 悠太朗 (にしやま ゆうたろう、1991年 - )　は日本の経営者。

## 来歴・人物
ウエストバーグ株式会社代表取締役。株式会社マイニングベース創業・現外部顧問。2023年2月より株式会社ニュートラルワークスのSEO顧問に就任。

## 著作

### 共著
- 『 現場のプロから学ぶ　SEO技術バイブル』 小林睦共著、マイナビ出版、2018年、ISBN 978-4-8399-6600-3
- 『仕事の説明書〜あなたは今どんなゲームをしているのか〜』 田宮直人共著、土日出版、2019年、ISBN 9784991087004
- 『RISC-VとChiselで学ぶ　はじめてのCPU自作　――オープンソース命令セットによるカスタムCPU実装への第一歩』 井⽥健太共著、技術評論社、2021年、ISBN 9784297123055